# 春巻き

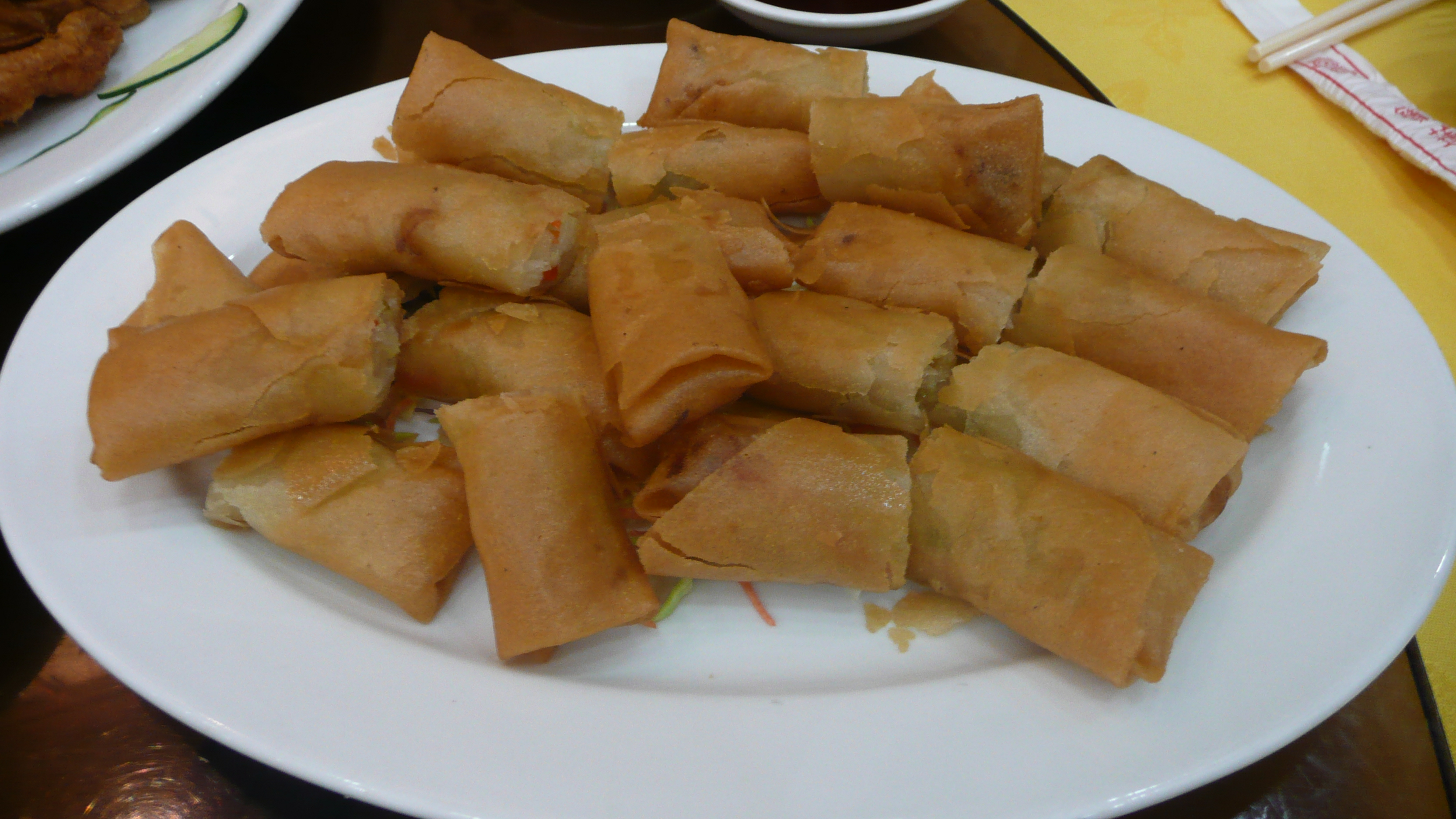
広東省の春巻き

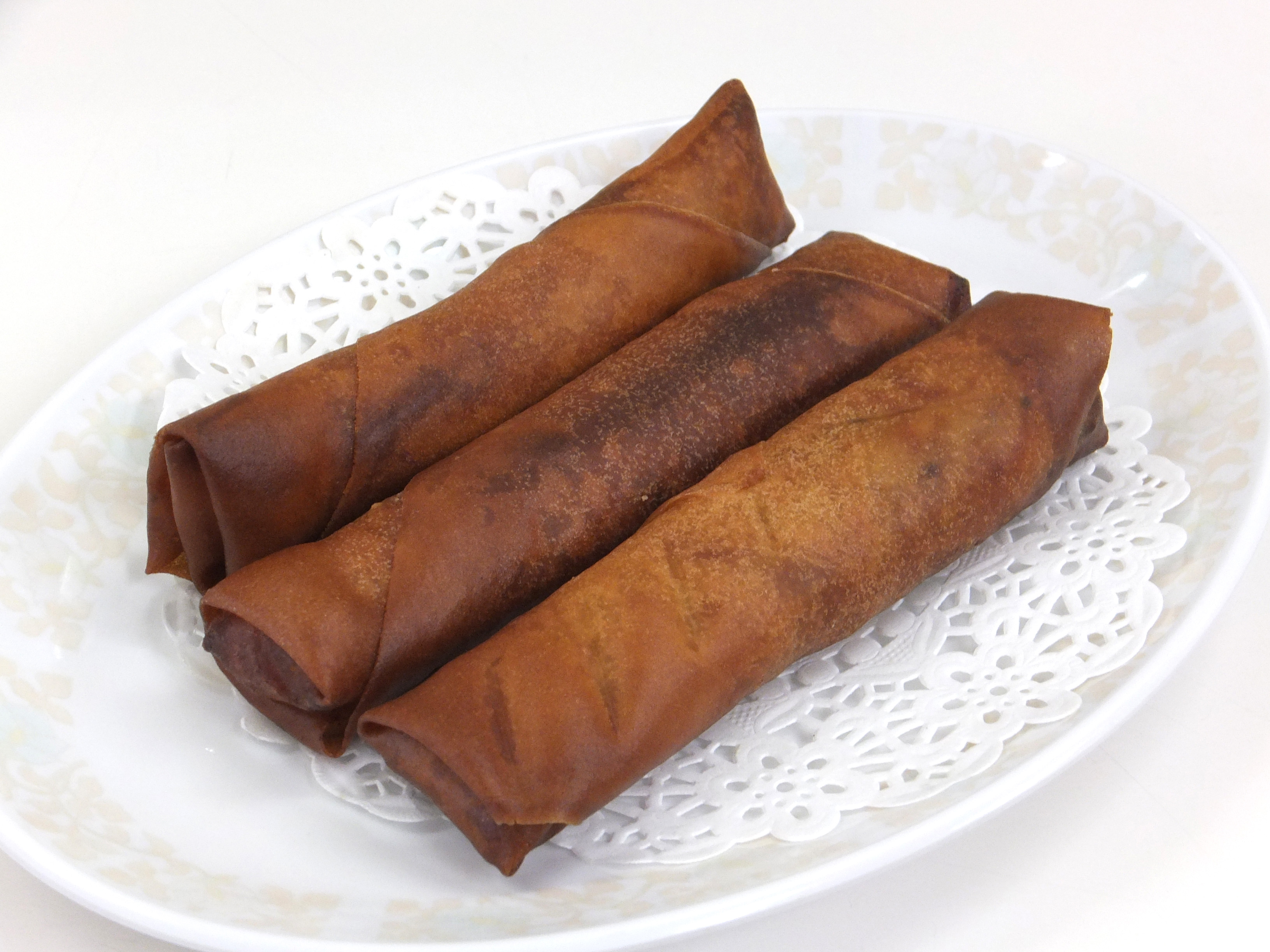
餃子の王将の春巻き

春巻き（はるまき、繁体字: 春捲; 簡体字: 春卷; 拼音: chūnjuǎn、チュンジュエン）は、中華料理の点心の一種。

## 概要
広東料理では千切りの豚肉・タケノコ・シイタケ・黄ニラなどを炒めて醤油などで調味した具材を、米粉あるいは小麦粉の皮で棒状に包んで揚げたものが一般的である。香港や広州では飲茶の際に食べることが多く、ウスターソースをつけることもある。日本の中華料理店でもこのタイプのものが多いが、広東省や香港では黄ニラを使うことが多いのに対し、日本では緑のニラやネギを使うので風味は少し異なる。
山東料理の春巻きは比較的厚い皮を用い、さらに天ぷらのような衣や溶き卵をつけて揚げる。関連は不明だが、山東料理が比較的多く伝わっているとされる大阪や神戸、京都などでは、薄焼き卵を皮として用いた春巻きを出す店が多い。これはアメリカ生まれの中華料理であるエッグロールともよく似ており、大阪王将では「玉子春巻き」という名前で西日本限定のレギュラーメニューとしていた時期もある。
華北・華中では小豆餡を包んだ甘いものが多く、宴会料理の一品となることもある。また、ナツメ餡などを包んだものもある。
おいしくするためには皮がパリッと揚がっていることが必要なので、最初は比較的低温で揚げ、再度、場合によっては再々度、高めの温度で揚げ直すという手法をとることが多い。

## 由来
元々は、立春の頃に新芽が出た野菜を具材にして作られたところから「春巻」と名付けられた。英語圏においては、「春巻」を直訳したSpring rollの名で知られている（後述する生春巻きはスプリングロールより後に伝わったとの理由でSummer rollの名で呼ばれている）。
なお、春巻という名称は清代より後のものだが、類似した料理は元代にも見られ、これは中東由来と考えられている。

## 各国の春巻き
中国
- 福建省は「春捲」（チュンチェン）・「潤餅」（ルンビン、ルンピア）と呼ばれる千切りの人参や大根・砕いたピーナッツなどを具材にしたものがあり、主に屋台で売られている。
- 皮にゆばを用いたものは「腐皮巻」（フーピージュアン）と呼ばれる。日本でも湯葉春巻きという名称で提供する店がある。

台湾

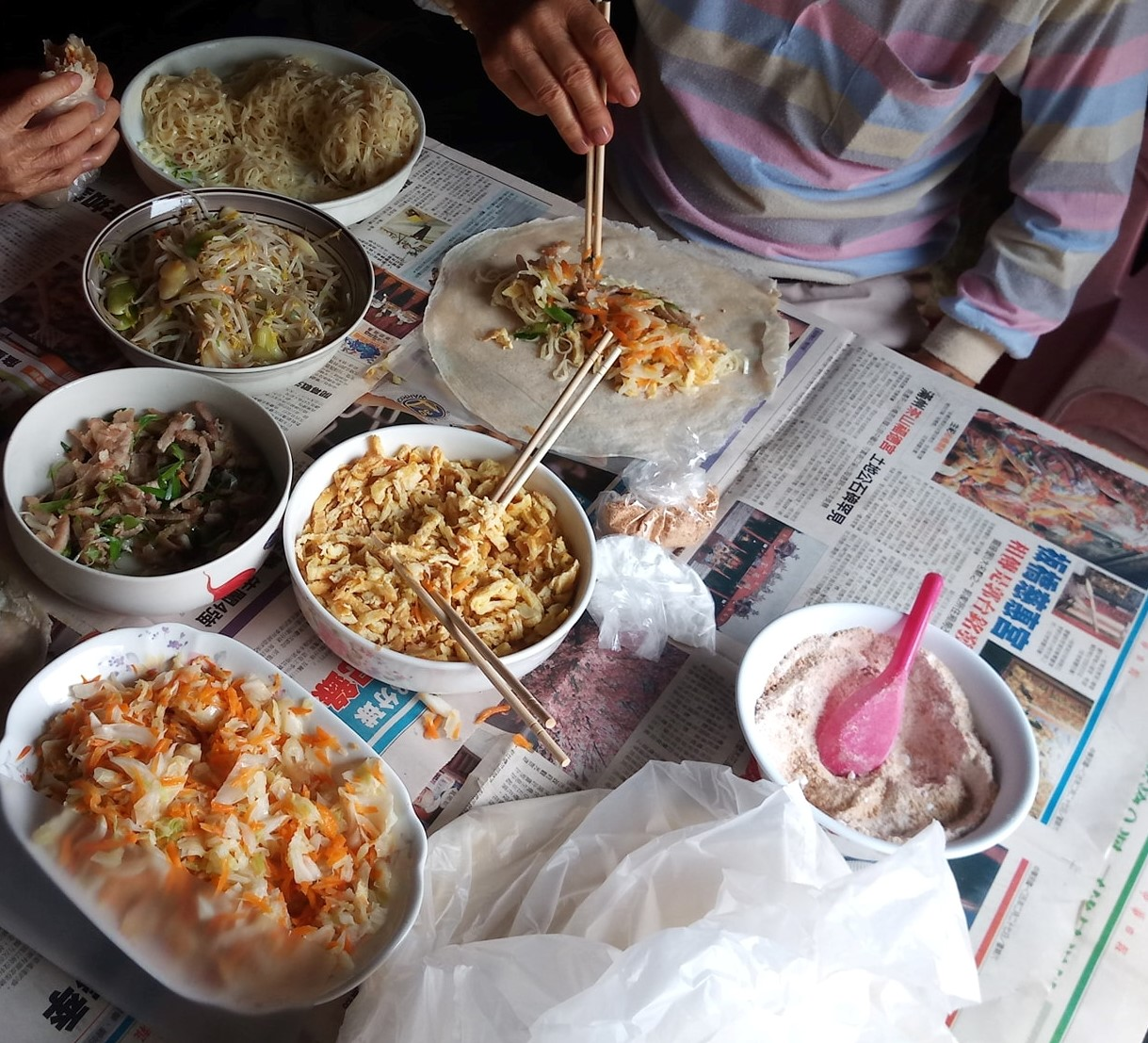
潤餅(台湾式春巻き)を包みながら、頂く台湾人家庭

- 台湾の春巻きは、台湾語で潤餅𩛩(jūn /lūn-piánn-kauh)、澎湖島の言葉で薄餅(po̍h-piánn)、金門県の言葉で拭餅（tshit-piánn）などと呼ばれる。
- 台湾では清明祭の行事料理である。当日は墓参し、潤餅（台湾式春巻き）を食べる。
- キャベツ、玉子焼き、海老、豆腐、豚肉、カラスミ、焼きそばなど、さまざまな具材を薄いクレープ生地でたっぷりと載せた上、砂糖とピーナッツの粉末をかけ、巻いてから食べる。潤餅に麺を入れるのは、雲林、嘉義市、台南市の食文化のようである。昔、平野地域の農業はすべて人力に頼っていたため、腹持ちを良くするため麺が具に加えられた。
- 嘉義市内にある潤餅店では、潤餅を注文すれば無料で飲み放題の鰹出汁が添えられる。鰹出汁は21世紀現在も台湾に残る日本統治時代の飲食文化である。
- 台湾式春巻きは金門県では拭餅（tshit-piánn）と呼ばれる。地元の民話によれば、明王朝時代に、金門人の官僚・蔡復一は食事の時間も惜しんで政務に励んだ。彼の婦人は夫を気遣い、短時間でも食事を済ませられるよう、食べやすい拭餅を考案したという。クレープのような春巻きの皮を焼くには、熱した鉄板上に生地を落し、鉄板の中で拭くように一周させて伸ばす。その作業から「拭餅」と呼ばれる。また、金門には貢糖(台湾語発音：kòng-thn̂g)という、菓子としての春巻きがある。
- デザートとして、アイスクリーム、ピーナッツ飴の塊を鉋で削り出した粉末、パクチーも入れ、包んで食べる。

フィリピン
- ルンピア（lumpia）と呼ばれる細い春巻きがあり、揚げて食べることが多い。福建料理の「潤餅」（ルンピア）が変化したものと考えられる。また、インドネシアでもルンピアと呼ばれ、ジャワ島のスマランでは名物料理となっており、唐辛子・ニンニク・スイートチリソースなどをつけて食べる。

ベトナム
- 生春巻き（ベトナム語：Nem cuốn/Gỏi cuốn ネムクオン/ゴイクオン）は日本で有名である。なおベトナムの生春巻きは中国では「ベトナム春巻き」（越南春卷/越南春卷）または「夏巻き」（夏卷/夏卷）と呼ばれ区別されている。また、英語でも中国の揚げ春巻きが「spring roll」と呼ばれるのに対し、生春巻きは「summer roll」と呼ばれている。
- ベトナムでは生春巻きより、揚げ春巻き（Nem rán/Chả giò ネムザン/チャーゾー）(en)の方が一般的である[3]。皮は生・揚げともにライスペーパーを用い、揚げ春巻きの皮は特に薄く、中国の春巻きと比べて小型で食感も軽い。甘酸っぱいヌクチャムをつけて食べる点も中華料理と異なる。生春巻きは海老、香草、ブン（ビーフン）などを包む一方、揚げ春巻きは主に豚ひき肉とミエン（春雨）を包み、そのまま食べるほか、ブンの上に乗せることもある（ブンネム/ブンチャーゾー、Bún nem/Bún chả giò）。中部のフエにはバインチャンゼー（bánh tráng rế）と呼ばれる網状の皮を使うチャーゾーゼー（chả giò rế）という変種もある。

タイ
- ポーピア（タイ語: ปอเปี๊ยะ）と呼ばれる蒸し春巻きがあり、潮州料理の「薄餅」（ポッピア）(zh)が伝わったものである。揚げたものはポーピア・トート（ปอเปี๊ยะทอด）という。

シンガポール
- 辛く味つけしたエビのすり身を包んだ、ミニサイズの春巻き「シュリンプロール」が食べられている。また、インド料理のサモサに近い、カレー味の三角春巻きも食べられている。

北米
- エッグロールと呼ばれる春巻きがよく食べられている。名称にエッグが含まれるが、必ずしも皮に鶏卵を用いているというわけではない。

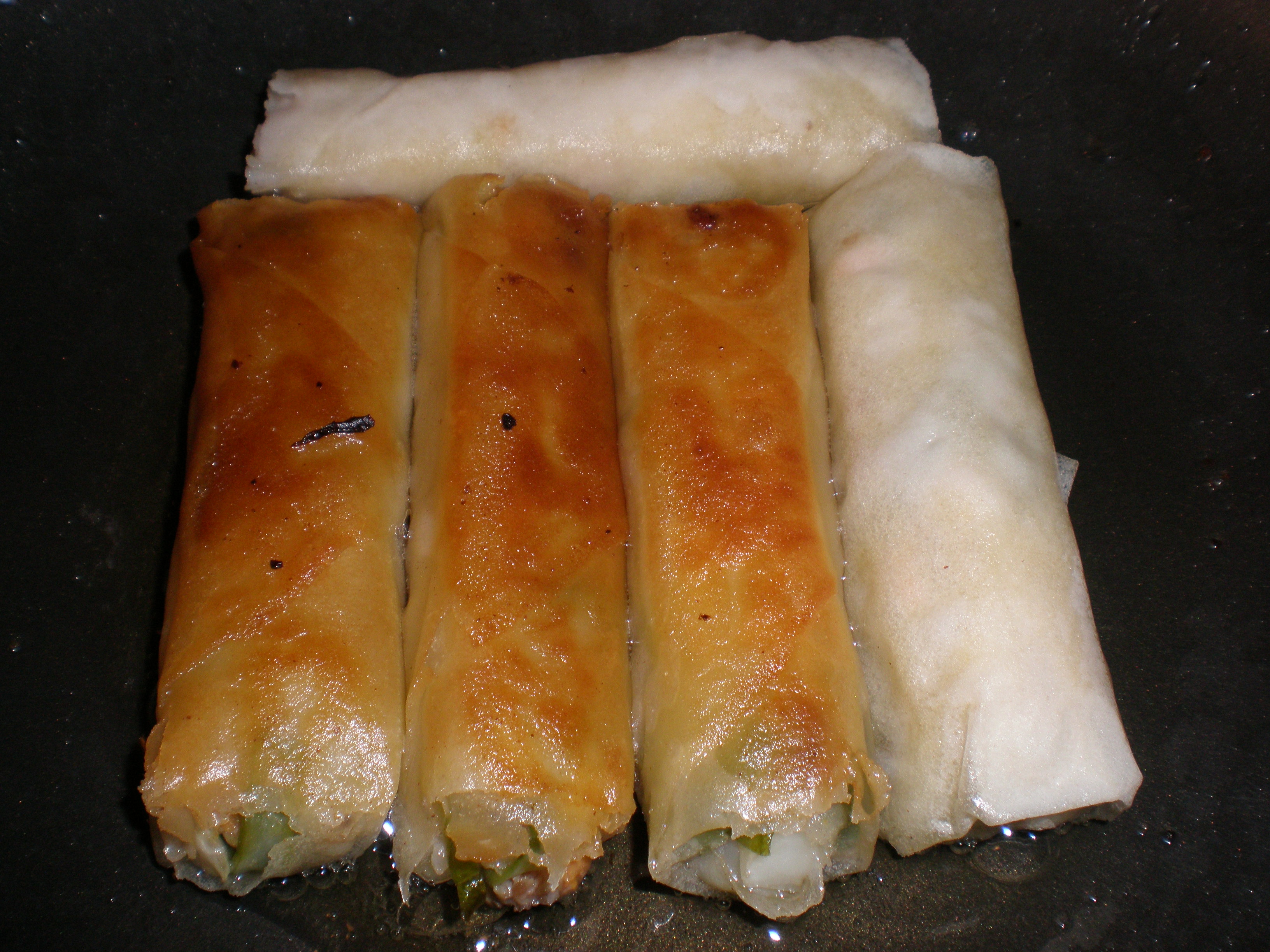
フィリピンのルンピアを揚げているところ
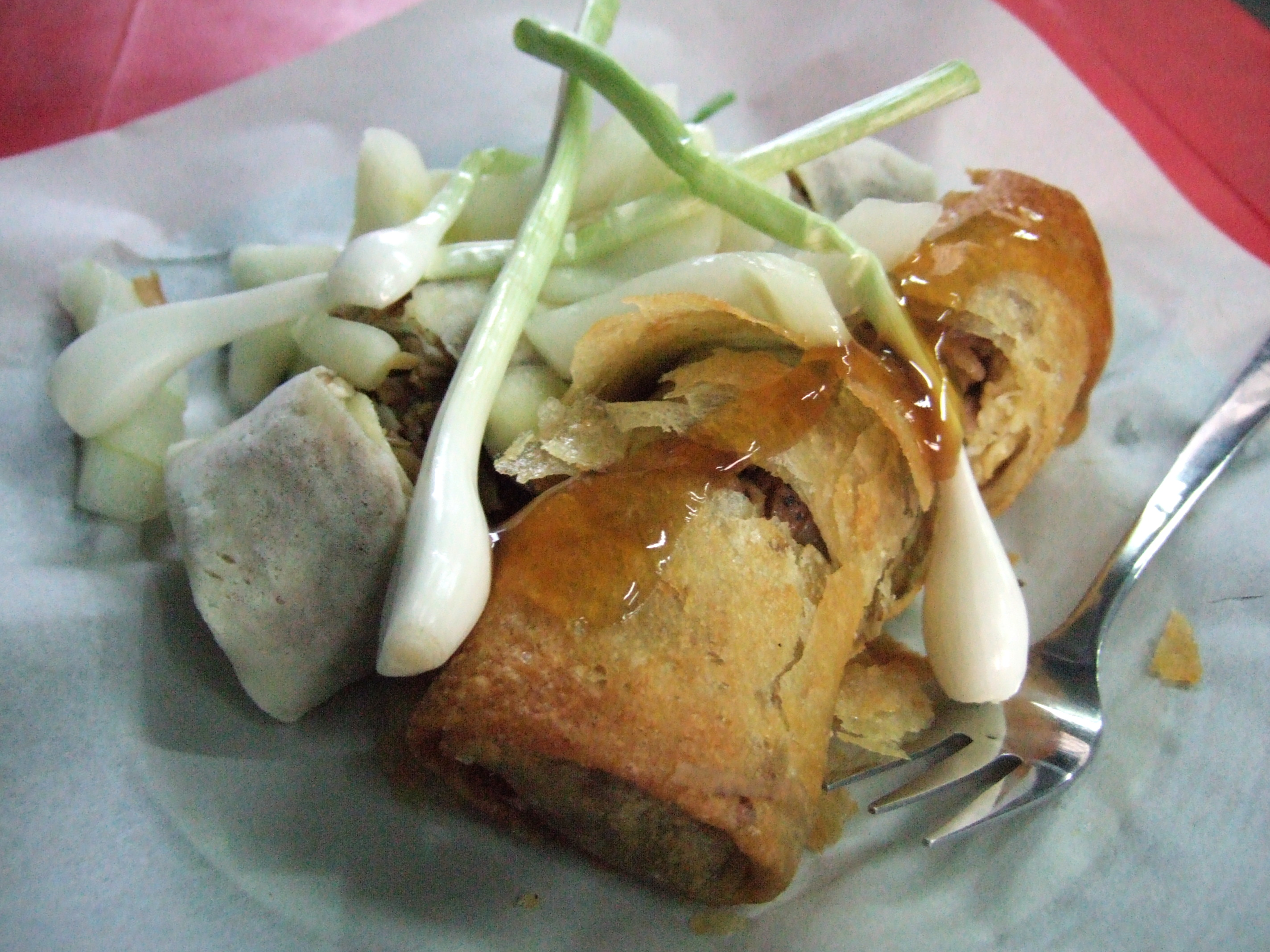
インドネシア・スマランのルンピア
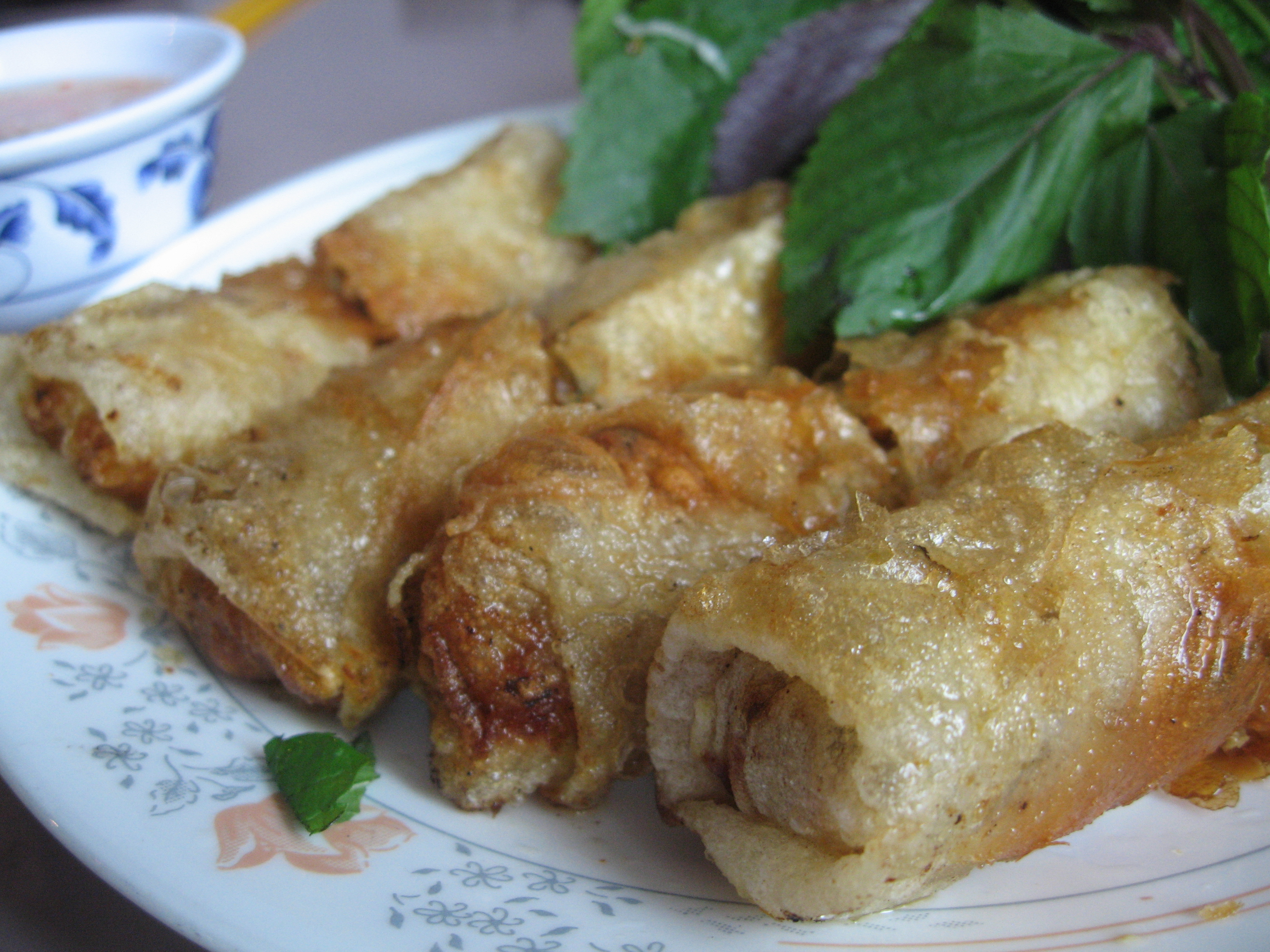
ベトナムのチャーゾー
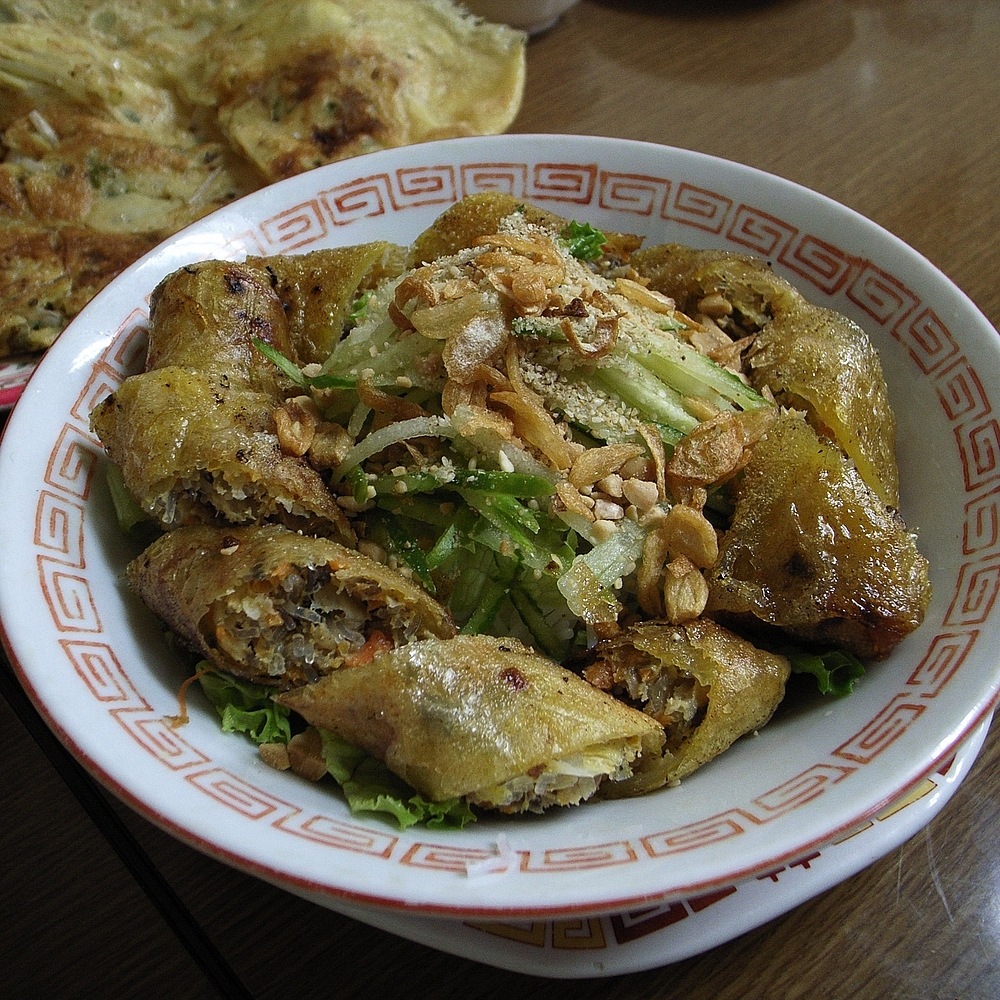
ブンチャーゾー
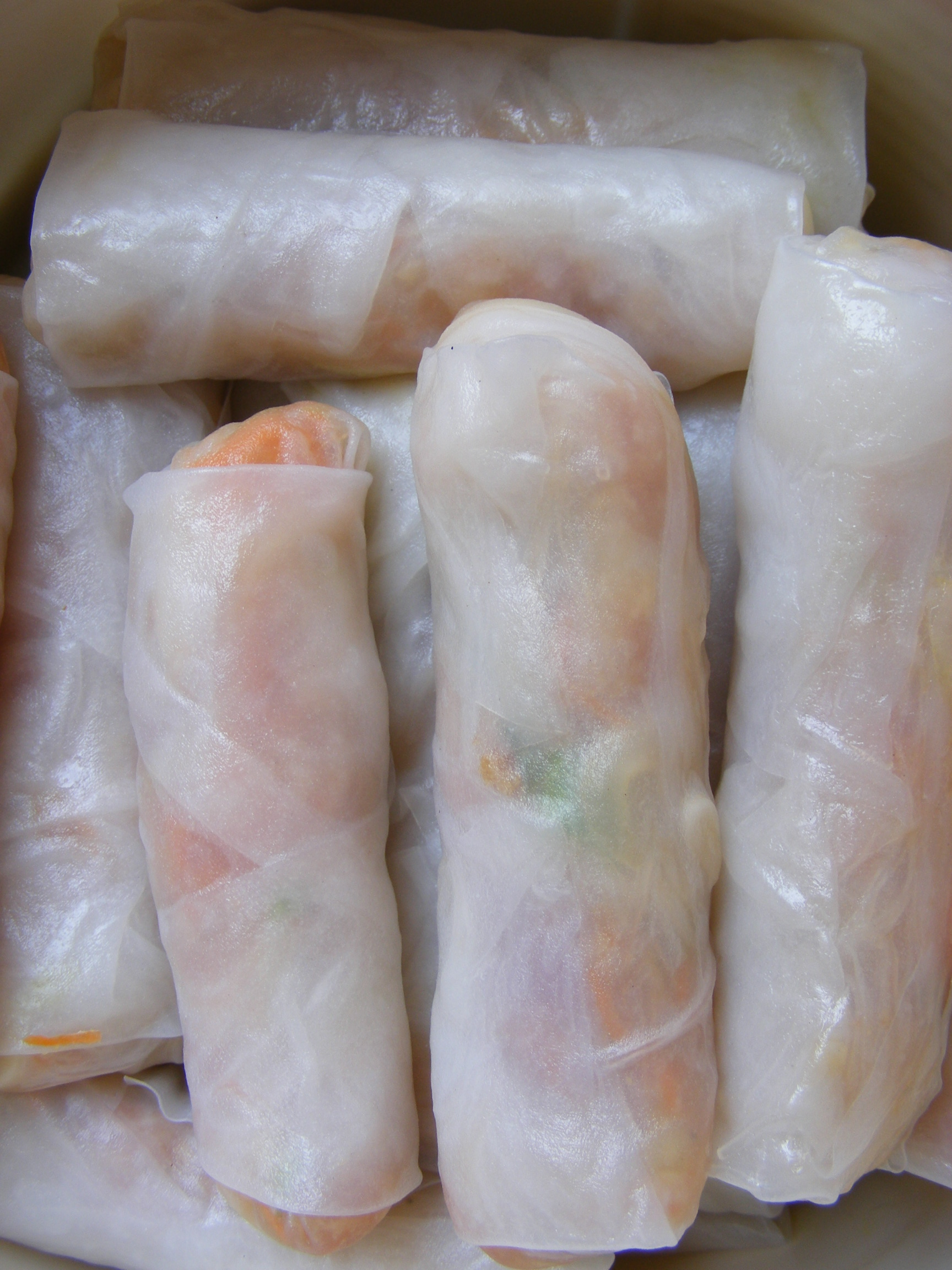
タイのポーピア
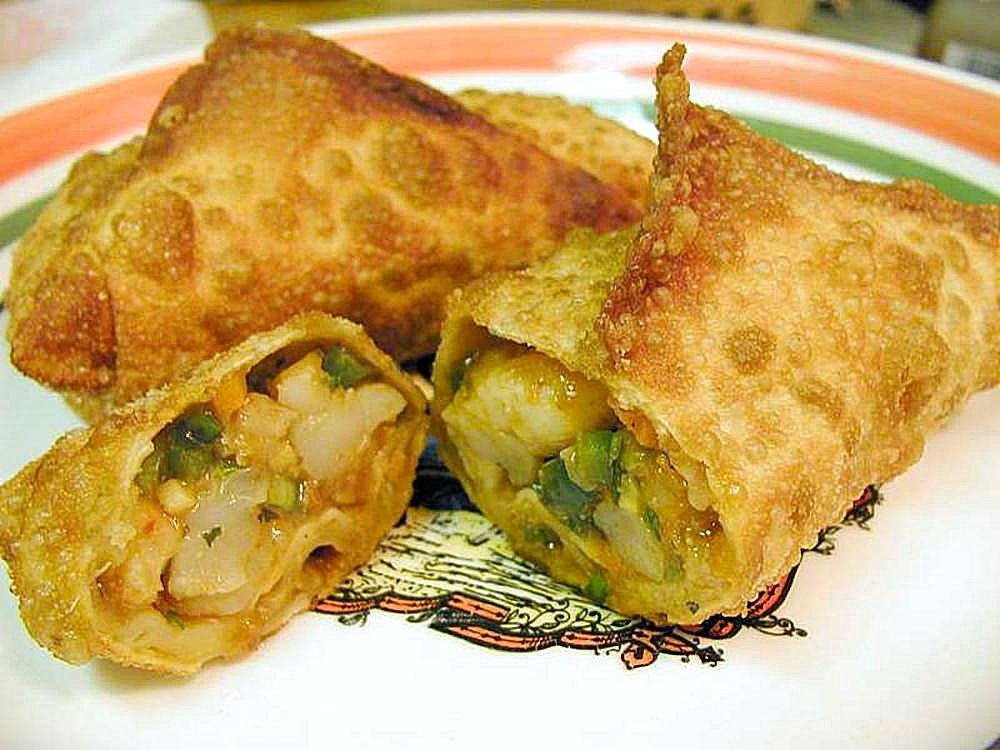
エッグロール